# Mutterschied
Mutterschied ist eine Ortsgemeinde im Rhein-Hunsrück-Kreis in Rheinland-Pfalz. Sie gehört der Verbandsgemeinde Simmern-Rheinböllen an.

## Geographie

### Geographische Lage
Mutterschied liegt zentral im Hunsrück zwischen Argenthal und Simmern/Hunsrück am Rande der Simmerner Mulde. Mit seinem Anteil am ehemals königlichen Soonwald gehört Mutterschied, spätestens seit 1311, zu den nördlichen Soonwalddörfern. Das Waldgebiet, territorial getrennt von der Hauptgemarkung, erstreckt sich in der Nähe des Simmerkopfes.

### Ortsteile und Wohnplätze
Zu Mutterschied gehören auch die Wohnplätze Bornhof, Heidehof, Schönhof und Haus Tanneck.

## Geschichte
Die Lage im Winkel zweier Römerstraßen scheinen ein Münzfund aus der Zeit Kaiser Hadrians, ein römischer Straßenposten an der Steinstraße nach Bacharach und antike Siedlungsspuren im Dorfzentrum und südlich davon, sowie zwei Funde von Fragmenten von Handmühlsteinen aus Mühlsteinbasalt 700 m westlich und 500 m östlich des Ortes zu bestätigen.
Der Name Muderscheid oder Mudinscheid geht auf den alemannischen Personennamen Mouthar zurück. Das Dorf gehörte wahrscheinlich zum Propsteigebiet des Augustiner Chorherrenstifts Ravengiersburg.
Ab spätestens 1275 gehörte der Ort den wittelsbachischen Pfalzgrafen bei Rhein und später den Herzögen von Pfalz-Simmern. Für 1311 ist eine erste urkundliche Erwähnung greifbar (Anteil am Märkerwald im Soon). 1557 folgte die Einführung der Reformation. Zunächst war der Ort lutherisch, dann reformiert. Mit dem Ende der Linie von Pfalz-Simmern 1674 kam der Ort wieder zur Kurpfalz und es 1686 zur Wiederzulassung der katholischen Religion.
Mit der Besetzung des linken Rheinufers 1794 durch französische Revolutionstruppen wurde der Ort französisch, 1815 wurde er auf dem Wiener Kongress dem Königreich Preußen zugeordnet. Noch im 19. Jahrhundert bestand eine jenische Hüttensiedlung zwischen Mutterschied und Altweidelbach, deren Friedhof sich noch nachweisen lässt. Hungerjahre ließen 1843 bis 1854 mehr als 50 Personen nach Brasilien auswandern.
Seit 1946 ist der Ort Teil des damals neu gebildeten Landes Rheinland-Pfalz.

## Politik

### Bürgermeister
Ortsbürgermeister ist Hendrik Sand. Bei der Kommunalwahl am 26. Mai 2019 war kein Kandidat angetreten, er wurde am 3. Juli 2019 durch den Gemeinderat gewählt und wurde damit Nachfolger von Walter Memmesheimer. Sand wurde im Juni 2024 wiedergewählt.